# Loxosomella marisalbi
Loxosomella marisalbi är en bägardjursart som beskrevs av Bagrov och Slyusarev 2002. Loxosomella marisalbi ingår i släktet Loxosomella och familjen Loxosomatidae. Inga underarter finns listade i Catalogue of Life.